# Pamela Charlette
Pamela Char Muff là một chính trị gia người Seychelles, hiện giữ chức Bộ trưởng Môi trường sống, Đất đai, Cơ sở hạ tầng và Giao thông đường bộ kể từ ngày 27 tháng 4 năm 2018.
Trước đây Char Muff từng giữ chức Bộ trưởng Bộ Thủy sản và Nông nghiệp từ ngày 7 tháng 7 năm 2017 đến ngày 27 tháng 4 năm 2018  sau khi làm thư ký chính cho Phát triển Kinh doanh và Đổi mới Kinh doanh.